# Xian de Qinglong
Pour les articles homonymes, voir Qinglong.
Le xian de Qinglong (晴隆县 ; pinyin : Qínglóng Xiàn) est un district administratif de la province du Guizhou en Chine. Il est placé sous la juridiction de la préfecture autonome buyei et miao de Qianxinan.

## Démographie
La population du district était de 264 875 habitants en 1999.